# TV8 (Italia)
TV8 es un canal de televisión privado italiano propiedad de Sky Italia a través de su filial Nuova Società Televisiva Italiana, dirigido a un público semigeneralista, compuesto fundamentalmente por películas y reposiciones en abierto de programas de entretenimiento y eventos deportivos. El canal está asignado en el número 8 de la lista de canales virtuales italianos.

## Historia
El canal nació de la venta, por parte del grupo Viacom International Media Networks Italia, de los activos del canal 8 digital terrestre y de la ex productora MTV Italia a Sky Italia.

### El cambio de marca: de MTV8 a TV8
Por un corto tiempo el canal mantuvo el nombre de MTV hasta el 16 de septiembre de 2015, cuando cambió su nombre y logo a MTV8. 
El 8 de enero de 2016, Sky introdujo nuevos gráficos en el aire para MTV8 centrándose en el número 8 y lanzó el sitio web del canal. 
A partir del 18 de febrero de 2016, con la emisión del programa Squadre da incubo, el canal asumió el nuevo nombre oficial TV8.
El 1 de enero de 2022 TV8, Cielo y Sky TG24 se trasladaron al TIMB 3 mux mientras que las versiones Mediaset 1 mux pasaron a ser provisionales.
Desde octubre de 2022, TV8 también emite regularmente en alta definición en digital terrestre.

## Programación
La programación de TV8 consiste esencialmente en repeticiones de viejos programas de Sky, programas de comedia, programas de entretenimiento, partidos de la UEFA Europa League, transmisión en diferido de MotoGP y Fórmula 1, Campeonato del Mundo de Superbike en vivo y películas.

### Documentales
- Affari legali
- Baby Animals - Cuccioli petalosi
- Body Shock
- Cheaters - Tradimenti
- Cold blood: nuove verità
- Coppie che uccidono
- Eredità da star
- Finché morte non ci separi
- Finding My Father
- I'm a Stripper
- Intervention - Noi ti salveremo
- Istinto killer
- Lady Killer
- La dottoressa Garavaglia
- Mamme sull'orlo di una crisi da ballo
- Matrimonio a prima vista USA
- Nato per uccidere
- Non volevo è stata colpa sua
- Scandali ad Hollywood
- Stalker: attrazione fatale
- The Impostors - Le vite degli altri
- Vanity Fair Confidential

### Show
- Cucine da Incubo Italia
- Hell's Kitchen USA
- Hell's Kitchen Italia (t. 2+)
- House of Gag
- Italia's Got Talent (t. 7+)
- Planet's Got Talent
- TuttiGiorni's Got Talent
- Squadre da incubo
- Singing in the car
- Top 20 Countdowns
- X Factor